# ملعب اليورو
ملعب اليورو (بالألمانية: Eurostadium) كان ملعب اليورو ملعبًا مقترحًا في غريمبيرغن، بلجيكا، شمال بروكسل. كان من الممكن أن يتسع لـ62،613. في يونيو 2015، تم تحديد الموعد النهائي للبناء لعام 2019. كان من الممكن أن يستضيف مباريات بطولة أمم أوروبا 2020، ويتصبح ملعبًا للمنتخب الوطني البلجيكي لكرة القدم.
كانت الخطط الأولية تهدف إلى أن يكون الملعب هو الأرض الرئيسي لرويال أندرلخت أيضًا، لكنهم انسحبوا من المشروع في مرحلة مبكرة. على عكس الملعب الحالي في هيسيل بلاتو،ملعب الملك بودوان، لم يعد يحتوي على مضمار لألعاب القوى.